# Megakryometeor
En megakryometeor eller kæmpehagl
 
er et meget stort stykke is, som på trods af mange hydrokemiske, tekstur- og isotopligheder med større hagl, bliver dannet under usædvanlige atmosfæriske betingelser som klart afviger fra traditionelle skyformationer (f.eks. klar himmel). Megakryometeorer bliver nogle gange kaldet store hagl, men megakryometeorer behøver ikke at blive dannet i tordenskyer. Jesus Martinez-Frias, en planetarisk geolog fra Center for Astrobiology i Madrid, lavede pionerforskning i januar 2000, efter at isstykker på op til ca. 3 kg regnede ned i Spanien fra en klar himmel i 10 dage.

## Størrelser
Flere end 50 megakryometeorer er blevet registreret siden år 2000. De varierer i størrelse fra 0,5 kg til over 200 kg. En i Brasilien blev målt til 220 kg.

## Dannelse
Processen som danner megakryometeorer er ikke fuldt forstået. Videnskabelig forskning viser, at deres sammensætning stemmer med normal troposfærisk regnvand for området de faldt i. Ydermere udviser megakryometeorer teksturvariationer, hydrokemiske og isotop ligesom hagl, hvilket er bevis for en kompleks dannelsesproces i atmosfæren. Det vides, at de ikke kommer fra flytoiletter, da is herfra har en distinkt blå farve grundet desinfektionsmiddel. Men andre har spekuleret i om isstykkerne måske kommer fra selve flykroppen, efter almindelig vandis er aflejret på flyet og så er brækket af. Det skal bemærkes at mange lignende hændelser er sket lige siden – og før – opfindelsen af fly. Forskning indikerer at fluktuationer i tropopausen, associeret med hydration af den lavere stratosfære og stratosfærisk afkøling, kan være relateret til megakryometeorers dannelse.
Megakryometeorer bliver nogle gange forvekslet med meteorer, fordi de har efterladt små kratere.